# Ophiomyia undecima
Ophiomyia undecima este o specie de muște din genul Ophiomyia, familia Agromyzidae, descrisă de Spencer în anul 1969.
Este endemică în Alberta. Conform Catalogue of Life specia Ophiomyia undecima nu are subspecii cunoscute.